# Palme (unité)
Pour les articles homonymes, voir Palme et Paume (homonymie).
Ne doit pas être confondu avec Main (unité).
 (juin 2013).
Si vous disposez d'ouvrages ou d'articles de référence ou si vous connaissez des sites web de qualité traitant du thème abordé ici, merci de compléter l'article en donnant les références utiles à sa vérifiabilité et en les liant à la section « Notes et références ».

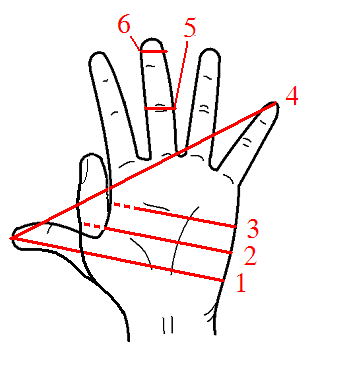
Quelques mesures basées sur la main, dont (1) le demi Pes manualis ou pied manuel, (2) la Main, (3) le Palme, (4) l'Empan, (5) le Doigt, (6) le Digit

Le palme ou la paume (latin palmus maior) est une ancienne unité de longueur d’environ 7,5 cm. Elle égale quatre doigts et est, en même temps, le quart du pied-de-roi.

## Définition
Elle correspond à la largeur de la main à mi-hauteur du pouce, sans compter celui-ci, donc littéralement « la paume de la main », correspondant à trente-quatre lignes. Une ligne-de-roi étant 1/144 pied-de-roi, cette paume-là était donc de 7,67 cm environ, ou bien, d’une valeur assez proche, pour un pied de base différente.
Le Dictionnaire de l'Académie française, dans le tome 2 de sa Quatrième Édition de 1762, indique que le palme est une espèce de mesure commune en Italie, et qui est de l'étendue de la main. Le palme n'est pas le même dans toutes les villes d'Italie. Le palme romain est de huit pouces trois lignes et demie. C'est aussi le nom d'une mesure en usage chez les Anciens. Le palme grec était de quatre doigts, ou le sixième d'une coudée grecque. Le palme romain avait douze doigts, trois quarts de pied, ou la moitié d'une coudée.
Le tome 3 du Dictionnaire de la langue française (Littré) de 1873 indique que le palme est une mesure en usage chez les anciens, représentant une étendue de 4 doigts. Il sera carré et double, et aura la grandeur d'un palme tant en longueur qu'en largeur. Le travers ou la largeur de la main, que l'on désigne sous le nom de palme, et les quatre doigts qui le composent, fournissent les divisions et les sous-divisions de la coudée naturelle. Le palme désigne également une mesure de longueur employée dans différentes contrées du midi de l'Europe, et qui n'est pas partout la même. Le palme de Nice était de 261,5 mm. Le palme de Sardaigne vaut 248,4 mm. C'est aussi le nom donné par les Provençaux à une longueur de neuf pouces qui servait d'unité de mesure aux constructeurs, aux voiliers, aux cordiers, etc.. Mesure dont on se sert exclusivement aujourd'hui en Italie pour le commerce des marbres ; elle vaut 0,25 m; il faut 64 palmes cubes pour faire un mètre cube de volume.
Il mesure 55 lignes du Roi. Il a comme base la distance entre les bouts de l’index et du petit doigt, pas trop écartés (~ 12,4 cm).  (cf. lignes )
Dans la marine des XVIIe et XVIIIe siècles, palme désigne une mesure de 13 lignes du Roi (soit ~29,25 mm) utilisée pour mesurer les diamètres des arbres propres à faire du bois de mâture. Dans ce cas, "palme" s'emploie au féminin. En France, la mesure d'un bois de mâture se prend à 12 pieds du gros bout, alors qu’en Norvège ou en Angleterre, on mesure les mâts par le gros bout ce qui fait que 20 palmes anglaises équivalent 17 palmes de France. À Riga, on prend le périmètre à 12 pieds du gros bout que l’on divise par 3/7 ( plutôt 3 + 1,7 notation anglo-saxonne  3  1/7, soit environ 3,14 ou pi, en effet périmètre = produit de pi par diamètre ! ). « Un mât doit être sans défaut et élancé : à soixante pieds de son extrémité la plus large, sa circonférence doit être égale au deux tiers de cette dernière ». À Riga, un mât de 20 palmes fait au minimum 80 pieds. Pour chaque palme supplémentaire, la longueur s’accroît de deux pieds.